# Vintertjärnen (Degerfors socken, Västerbotten, 715151-167575)
Vintertjärnen är en sjö i Vindelns kommun i Västerbotten och ingår i Umeälvens huvudavrinningsområde.